# Orchomene japonica
Orchomene japonica är en kräftdjursart som beskrevs av Gurjanova 1962. Orchomene japonica ingår i släktet Orchomene och familjen Lysianassidae. Inga underarter finns listade i Catalogue of Life.